# Ljudstvo Jamato
Ljudstvo Jamato (大和民族 Jamato minzoku, v starejši literaturi tudi rasa Jamato) in Vadžin (和人 ljudstvo Va) je etnična skupina na vzhodu Azije, ki naseljuje Japonsko otočje.
Izraz se je pojavil v poznem 19. stoletju za razločevanje med prebivalci glavnih otokov in manjšinskimi prebivalci na obrobnih območjih Japonske, kot so ljudstvo Ainu, Rjukju, Nivkh, Orosk in tudi Korejci, Tajvanci in tajvanski aborigini, ki so postali del Japonskega cesarstva v začetku 20. stoletja. Klan Jamato je vključeval japonske domorodce in korejske migrante. Vodje klanov so vzpostavili lastno religijo, ki je temeljila na čaščenju prednikov in ki se je razvila v državni šintoizem. Japonska cesarska hiša se je v 4. stoletju imenovala dvor Jamato, kar je izvorno pomenilo provinco Jamato (današnja prefektura Nara). Generacije japonskih zgodovinarjev, jezikoslovcev in arheologov je razpravljalo, če je ime sorodno starejši besedi Jamatai (邪馬台). Klan Jamato je osnoval prvo in edino japonsko cesarsko dinastijo.

## Etimologija
Va (Vo) ali Jamato sta zgodnji imeni, ki jih je Kitajska uporabljala za etnično prebivalstvo Japonske v obdobju Jajoj. Korejski, japonski in kitajski pisarji so do 8. stoletja uporabljali pismenko 倭, ki pa je imela konotacijo škrata, zato so jo Japonci zamenjali s homonimom 和, ki pomeni harmonijo in mir. V kombinaciji s 大 "veliki" so tvorili 大和 Jamato, a pismenki ne moremo brati s tem zvokom. Na začetku sta bili verjetno uporabljani 山戸 gorska vrata. Zgodovinska provinca Jamato meji na provinco Jamaširo, ki vsebujeta japonski etimon jama, ki navadno pomeni goro/gore ali pa nekaj bližje gozdu (nekateri jeziki Rjukju). Tudi drugi pari zgodovinskih provinc imajo skupni etimološki element: provinca Kazusa (<*Kami-tu-Fusa, zgornja Fusa) in Šimosa (<*Simo-tu-Fusa, spodnja Fusa) ali Kozuke (<*Kami-tu-ke, zgornji Ke) in Šimocuke (<*Simo-tu-ke, spodnji Ke), verjetno zaradi delitve prejšnje province na dva ali več delov.
Čeprav je etimologija Va nejasna, se v kitajskih zgodovinskih tekstih pojavlja ime za prebivalce otočja *ʼVâ ali *ʼVər (倭). Carr predlaga celo vrsto možnosti od zelo verjetnih (prvoosebni zaimek vaga 我が  "moj, svoj", vare 我 "jaz, mi, sebe") do žaljivih (Va 倭 "škrat") in predlaga interpretacijo za Japonce kot vedenjsko podredljive (slovar Shuowen Jiezi iz leta 121, radikalka věi 委 pomeni "sklonjen", kakor bi lahko Kitajci prvič spoznali Japonce) ali pa fizično majhne. »V znak spoštovanja pokleknejo ali pa počepnejo, obe roki položijo na tla«. Koji Nakayama interpretira wēi 逶 (tkanje) kot »zelo daleč stran« in olepšano prevede vō 倭 kot »ločen od celine«. Druga možna etimologija je vō 倭 v smislu »škrat (mnoge živalske in rastlinske vrste), pritlikavec ali majhni človek«, saj je sorodna ǎi 矮 »nizke postave«, vō 踒 »zvin, skrčene noge« in vò 臥 »ležati, sedeti kot žival ali ptica«. Zgodnje Kitajske dinastične kronike omenjajo DŽūrúguó 侏儒國 »država pigmejcev / pritlikavcev« južno od Japonske, morda Okinava ali Otočje Rjukju. Zgodovinsko starejši je pomen sklonjen, legenda »Države pritlikavcev« in pomen »majhen človek« pa je sekundaren v razvoju.

## Zgodovina uporabe
V 6. stoletju je klan Jamato ustanovil državo po kitajskem vzoru. Po razširitvi vpliva je postala stara japonščina skupen jezik.
Koncept čiste krvi kot kriterij za unikatnost ljudstva Jamato je začel krožiti okoli leta 1880, ko so začeli raziskovati evgeniko.
V današnjem času ima izraz Jamato minzoku konotacijo japonske rase, kot se je pojavljala pred koncem druge svetovne vojne, zato ga opuščajo. Japonci ali celo »japonski Japonski« so pogosto v rabi, čeprav mešajo narodnost in etnično poreklo. Profesor Mark Levin predlaga rabo Vadžin (和人) za ločevanje od ljudstva Ainu. Kot enotna etnična skupina spadajo med največje na svetu, Japonski pa so vladali skoraj čez celotno zgodovino.

### Ljudstvo Rjukju
Obstajajo nesoglasja glede vključevanja prebivalcev Otočja Rjukju pod ljudstvo Jamato. Od obdobja Meidži naprej so strokovnjaki podpirali ideološko teorijo, da sta Jamato in Rjukju dve podskupini Japoncev. Vlada Meidži jih je asimilirala v japonsko identiteto in zatirala njihovo etnično poreklo.